# Елмвуд (Небраска)
Елмвуд (англ. Elmwood) — селище (англ. village) в США, в окрузі Кесс штату Небраска. Населення — 654 особи (2020).

## Географія
Елмвуд розташований за координатами 40°50′33″ пн. ш. 96°17′41″ зх. д. / 40.84250° пн. ш. 96.29472° зх. д. (40.842533, -96.294643).  За даними Бюро перепису населення США в 2010 році селище мало площу 0,97 км², уся площа — суходіл.

## Демографія
Згідно з переписом 2010 року, у селищі мешкали 634 особи в 243 домогосподарствах у складі 168 родин. Густота населення становила 652 особи/км².  Було 265 помешкань (273/км²).
Расовий склад населення:
| - 97,8 % — білих - 0,5 % — корінних американців - 0,2 % — чорних або афроамериканців |

До двох чи більше рас належало 1,4 %. Частка іспаномовних становила 3,6 % від усіх жителів.
За віковим діапазоном населення розподілялося таким чином: 30,9 % — особи молодші 18 років, 54,4 % — особи у віці 18—64 років, 14,7 % — особи у віці 65 років та старші. Медіана віку мешканця становила 36,7 року. На 100 осіб жіночої статі у селищі припадало 97,5 чоловіків;  на 100 жінок у віці від 18 років та старших — 89,6 чоловіків також старших 18 років.
Середній дохід на одне домашнє господарство  становив 67 001 долар США (медіана — 61 875), а середній дохід на одну сім'ю — 75 311 долар (медіана — 67 014). За межею бідності перебувало 4,1 % осіб, у тому числі 7,9 % дітей у віці до 18 років та 4,1 % осіб у віці 65 років та старших.
Цивільне працевлаштоване населення становило 320 осіб. Основні галузі зайнятості: освіта, охорона здоров'я та соціальна допомога — 21,3 %, фінанси, страхування та нерухомість — 12,2 %, виробництво — 11,3 %, роздрібна торгівля — 10,6 %.